# Knez (jefe valaco)
Un knez o kenez (en húngaro: Kenéz; en latín: kenezius; en rumano: cnez) fue el jefe hereditario de las comunidades valacas (o rumanas), principalmente en el Reino medieval de Hungría.

## Terminología
Los documentos oficiales, escritos en latín, aplicaban múltiples términos cuando mencionaban a los jefes (o líderes) valacos en el Reino de Hungría en los siglos xiii y xiv. Los términos más utilizados –kenezius y sus variantes– derivan del eslavo kniaz («gobernante»). El cargo estaba estrechamente asociado con comunidades que vivían de acuerdo con la «ley de los valacos», por lo que el término knez fue reemplazado por el término scultetus en las regiones del noreste, donde prevalecía la ley alemana. Un territorio sometido a la autoridad de un knez se conocía como keneziato (okeneziate). Varios keneziatos formaban un vaivodato, que era sometido a un funcionario superior, el vaivoda.